# French King Bridge

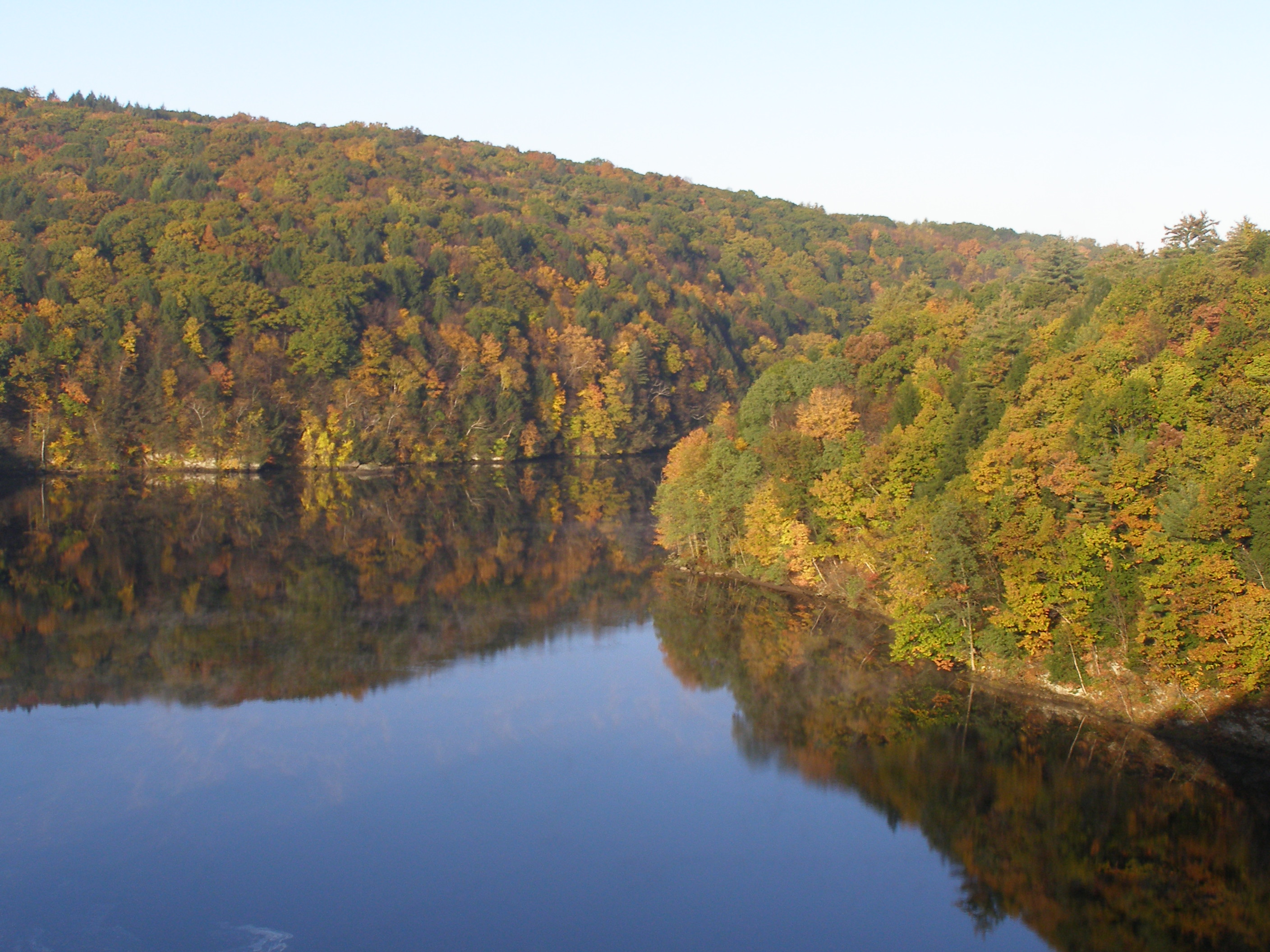
Blick nach Süden auf Connecticut River

Die Brücke French King Bridge ist eine Stahlbrücke im US-Bundesstaat Massachusetts, die den Connecticut River überquert.

## Geographie
Die Brücke  French King Bridge befindet sich auf der Massachusetts Route 2, die zum großen Teil mit dem Mohawk Trail übereinstimmt, zwischen den Gemeinden Erving und Gill.
Es ist eine Drei-Bogen-Brücke aus Stahlkonstruktion mit den Spannweiten 49,1 m – 140,2 m – 49,1 m. Die Bauarbeiten begannen im September 1931, die Eröffnung erfolgte am 10. September 1932, nachdem etwa 385.000 US-Dollar aufgewendet wurden. Ein umfangreicher Neuaufbau erfolgte 1992, 2008 und 2010 wurden Restaurierungen durchgeführt.
Der Name der Brücke wird abgeleitet vom nahen Felsen French King Rock, so benannt von einem französischen Offizier in der Zeit der französisch-indianischen Kriege. Das American Institute of Steel Construction zeichnete 1932 die Brücke mit dem Attribut "die schönste Stahlbrücke" aus.